# Транслокон
Транслокон (також відомий як транслокатор або канал транслокації) — комплекс білків, що забезпечує транслокацію поліпептидів через мембрани. У випадку еукаріот цей термін найчастіше використовують стосовно комплексу, який транспортує щойно синтезовані поліпептиди з націлюючою сигнальною послідовністю із цитозолю у внутрішній (цистернальний або люменальний) простір ендоплазматичного ретикулуму. Цей процес транслокації вимагає, щоб білок перетинав гідрофобний ліпідний подвійний шар. Цей комплекс використовується також для інтеграції щойно синтезованих білків у саму мембрану (мембранні білки). У прокаріот подібний білковий комплекс транспортує поліпептиди через внутрішню плазматичну мембрану або інтегрує мембранні білки. У будь-якому випадку білковий комплекс утворюється із секреторних білків (Sec-білків), причому гетротримерний Sec61 (відомий у прокаріот як SecYEG) слугує каналом.
Окрім природних транслоконів існують транслокони, які патогенні бактерії можуть збирати в мембранах хазяїна, що дозволяє їм експортувати фактори вірулентності в клітини-мішені.

## Центральний канал
Транслокаційний канал являє собою гетеротримерний білковий комплекс, який називається SecYEG у прокаріот і Sec61 в еукаріот. Він складається з трьох субодиниць: SecY, SecE і SecG. Структура цього каналу в його неактивному стані була розкрита за допомогою рентгенівської кристалографії на археях. SecY — це субодиниця великих пор. У вигляді збоку канал має форму пісочного годинника з воронкою з кожного боку. Позаклітинна воронка має невелику «пробку», утворену з альфа-спіралі. Усередині мембрани знаходиться конструкція, яка утворена з кільця із шести гідрофобних амінокислот, які виступають своїми бічними ланцюгами всередину. Під час транслокації білка пробка зсувається, і поліпептидний ланцюг переміщується з цитоплазматичної воронки через кільце пори, позаклітинну воронку, у позаклітинний простір. Гідрофобні сегменти мембранних білків виходять убік через латеральні «ворота» в ліпідну фазу і стають мембранними сегментами.
У бактерій SecYEG утворює комплекс із SecDF, YajC та YidC. У еукаріот Sec61 утворює складний комплекс з іншими білками: комплексом олігосахарилтрансферази, комплексом TRAP і мембранним білком TRAM (можливий шаперон). Стосовно інших компонентів, таких як комплекс сигнальної пептидази та рецептор SRP, неясно, якою мірою вони асоціюються з транслоконовим комплексом, до того ж ця асоціація є лише тимчасовою.
При зв'язуванні з рибосомою водяниста пора, яка охоплює транслокон, оцінюється приблизно в 5 нм у діаметрі. Коли рибосома відходить від транслокона, він не розпадається на частини, однак змінює свою конформацію, і діаметр пор зменшується приблизно до 2 нм.

## Транслокація
Канал дозволяє пептидам рухатися в будь-якому напрямку, тому додаткові системи в транслоконі потрібні для переміщення пептиду в певному напрямку. Існує три типи транслокації: котрансляційна транслокація, яка відбувається під час трансляції, і два типи посттрансляційної транслокації, яка відбувається після трансляції; усі ці типи спостерігаються в еукаріот і бактерій. У той час як еукаріоти розгортають білок за допомогою BiP і використовують інші комплекси для транспортування пептиду, бактерії використовують АТФазу SecA.

### Котрансляційна транслокація

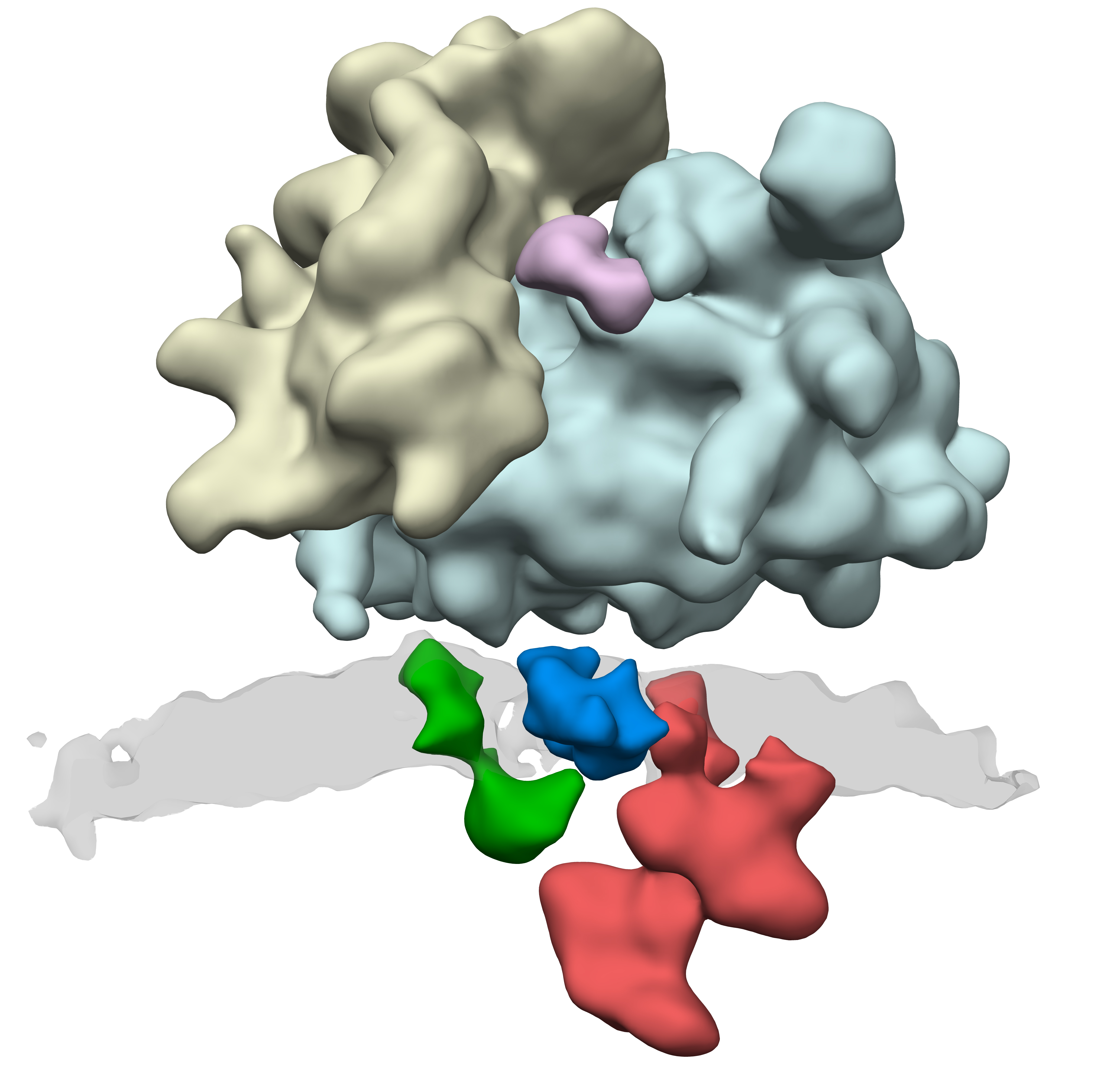
Комплекс транслокона в ендоплазматичному ретикулумі. У синтезі білка бере участь багато білкових комплексів. Фактичне виробництво відбувається в рибосомах (жовтий і світло-блакитний колір). За допомогою транслокона (зелений: Sec61, синій: комплекс TRAP і червоний: комплекс олігосахарилтрансферази) новосинтезований білок транспортується через мембрану (сірий колір) усередину ЕПР. Sec61 є каналом, що пропускає білок, а олігосахарилтрансфераза додає залишки цукру до синтезованого білка, здійснюючи глікозилювання.

Під час котрансляційної транслокації транслокон з'єднується з рибосомою таким чином, що зростаючий поліпептидний ланцюг переміщується з тунелю рибосоми в канал SecY. Транслокон (транслокатор) діє як канал через гідрофобну мембрану ендоплазматичного ретикулуму (після дисоціації SRP і продовження трансляції). Поліпептид, що синтезується, проходить через канал як розгорнутий ланцюжок амінокислот. Після завершення трансляції сигнальна пептидаза відщеплює короткий сигнальний пептид від щойно синтезованого білка, залишаючи поліпептид вільним у внутрішній частині ендоплазматичного ретикулуму.
В еукаріотах білки, що мають бути переміщені до ендоплазматичного ретикулуму, розпізнаються частинкою розпізнавання сигналу (signal-recognition particle, SRP), яка зупиняє трансляцію поліпептиду рибосомою, коли рибосома приєднується до рецептора SRP в ендоплазматичному ретикулумі. Цей процес розпізнавання базується на специфічній N-кінцевій сигнальній послідовності, яка знаходиться в перших кількох кодонах поліпептиду, який синтезується. Бактерії також використовують SRP разом із шапероном YidC, подібним до еукаріотного TRAM.
Транслокон також може транслокувати та інтегрувати мембранні білки в правильній орієнтації в мембрану ендоплазматичного ретикулуму. Механізм цього процесу повністю не вивчений, але передбачає розпізнавання та обробку транслоконом гідрофобних ділянок у поліпептиді, які мають стати трансмембранними спіралями. У цьому задіяна спеціальна «вилка», яка змінює свій відкритий і закритий стани, щоб розмістити спіралі в різних орієнтаціях («закрита» специфічними послідовностями зупинки-передачі та «відкрита» вбудованими сигнальними послідовностями).

### Посттрансляційна транслокація
В еукаріотах посттрансляційна транслокація залежить від BiP та інших комплексів, включно з інтегральним мембранним білковим комплексом SEC62/SEC63. У цьому варіанті транслокації Sec63 допомагає BiP гідролізувати АТФ, який потім зв'язується з пептидом і «витягує» його. Цей процес повторюється для інших молекул BiP, доки весь пептид не буде витягнуто.
У бактерій той самий процес виконується «виштовхуючою» АТФазою, відомою як SecA, іноді за допомогою комплексу SecDF на другому боці, який відповідальний за витягування. АТФаза SecA використовує механізм «штовхання та ковзання» для переміщення поліпептиду через канал. У зв'язаному з АТФ стані SecA взаємодіє через двоспіральний палець із певним набором амінокислот у субстраті, штовхаючи їх (за допомогою гідролізу АТФ) у канал. Після цього взаємодія послаблюється, коли SecA переходить у зв'язаний з АДФ стан, дозволяючи поліпептидному ланцюгу пасивно ковзати в будь-якому напрямку. Потім SecA захоплює наступну ділянку пептиду, щоб повторити процес.

## Ретротранслокон ендоплазматичного ретикулума
Транслокатори також можуть переміщувати поліпептиди (такі як пошкоджені білки, націлені на протеасоми) з цистернального простору ендоплазматичного ретикулуму в цитозоль. Білки, що надійшли з ЕПР, розщеплюються в гіалоплазмі за допомогою протеасоми 26S (процес, відомий як ЕПР-асоційована деградація білків), і тому їх потрібно транспортувати через відповідний канал. Природа цього ретротранслокона досі залишається загадковою.
Спочатку вважалося, що канал Sec61 відповідає за цей ретроградний транспорт, оскільки малося на увазі, що транспорт через Sec61 не завжди є однонаправленим, але також може бути двонаправленим. Однак дослідження структури Sec61 не підтвердило цю точку зору, і було припущено, що за транспортування з просвіту ER в цитозоль відповідають кілька різних білків.